# اریش بوشنهاگن
اریش بوشنهاگن (آلمانی: Erich Buschenhagen؛ ۸ دسامبر ۱۸۹۵ – ۱۳ سپتامبر ۱۹۹۴) ژنرال آلمان نازی در ورماخت بود. او در دوران جنگ، نشان صلیب شوالیه صلیب آهنین را دریافت کرد. بوشنهاگن در اوت ۱۹۴۴ پس از دومین تهاجم یاش-کیشیناو به نیروهای شوروی تسلیم شد و تا اکتبر ۱۹۵۵ در اتحاد جماهیر شوروی به عنوان جنایتکار جنگی اسیر بود.

## جوایز و مدال‌ها
- صلیب آهنی – درجهٔ دو در ۲۲ نوامبر ۱۹۱۴ و درجهٔ یک در ۷ اکتبر ۱۹۱۷[۴]
- قلاب به صلیب آهنی - درجهٔ دو در ۱۷ سپتامبر ۱۹۳۹ و درجهٔ یک در ۲۶ سپتامبر ۱۹۳۹[۴]
- صلیب آلمانی طلایی در ۱۹ ژوئیه ۱۹۴۲[۵]
- صلیب شوالیه صلیب آهنین با برگ‌های بلوط
  - صلیب شوالیه در ۵ دسامبر ۱۹۴۳[۶]
  - برگ‌های بلوط در ۴ ژوئیه ۱۹۴۴[۷]